# Мельников, Владимир Николаевич
Владимир Николаевич Мельников (10 декабря 1944 — 16 февраля 2016, Львов, Украина) — советский и российский тренер по биатлону, заслуженный тренер России.

## Биография
Работал тренером клуба СКА г. Новосибирска.
В числе его воспитанников:
- Сергей Булыгин, ЗМС, чемпион Олимпийских игр,
- Владимир Артемьев, МСМК, неоднократный чемпион мира,
- Сергей Данч, МСМК неоднократный чемпион СССР и Вооруженных Сил, 3-кратный чемпион мира,
- Александр Никифоров, МСМК, заслуженный тренер России, заслуженный работник физической культуры.

В последние годы являлся начальником спортивной базы олимпийской подготовки сборной Украины по биатлону «Тысовец».
Был похоронен в Новосибирске.

## Награды и звания
Заслуженный тренер России, кавалер ордена Красной звезды.